# Obusier de 152 mm M1938 (M-10)
L'obusier de 152 mm M1938 (M-10) est un Obusier soviétique de 152mm (6 pouces)de l'époque de la Seconde Guerre mondiale. Il a été développé entre 1937 et 1938 à l' usine mécanique de Motovilikha par une équipe dirigée par FF Petrov et produit jusqu'en 1941. Il a été utilisé par l'Armée rouge jusqu'à la fin de la Seconde Guerre mondiale et est resté en service jusque dans les années 1950. Les pièces capturées ont été utilisées par la Wehrmacht et l'armée finlandaise.